# Olympia, 11th October 1960
Miles Davis and Sonny Stitt, Olympia - Oct. 11th, 1960t est un album du Miles Davis de 1960 enregistré en public.

## Liste des pistes
| Piste | Titre du morceau      | Composé par         | Durée |
| ----- | --------------------- | ------------------- | ----- |
| 1.    | Walkin'               | R. Carpenter        | 11:45 |
| 2.    | Autumn Leaves         | J. Prévert J. Kosma | 13:12 |
| 3.    | Four                  | M. Davis            | 8:46  |
| 4.    | Unidentified          | Sonny Stitt         | 5:05  |
| 5.    | 'Round About Midnight | Thelonious Monk     | 5:41  |
| 6.    | No Blues              | M. Davis            | 14:32 |
| 7.    | The Theme'            | M. Davis            | 0:47  |

## Musiciens
- Miles Davis, trompette
- Sonny Stitt, saxophone ténor
- Wynton Kelly, piano
- Paul Chambers, basse
- Jimmy Cobb, batterie